# Битва при Денневіці
Битва при Де́нневіці — бій 6 вересня 1813 року, в якому прусські корпуси з Північної армії кронпринца Бернадота відбили наступ французької армії маршала Нея на Берлін.
За два тижні до бою при Денневіці ті ж прусські корпуси генералів Бюлова і Тауенціна у битві біля Гросберена відкинули французьку армію, якою командував маршал Удіно, від Берліна. Наполеон повторив спробу захоплення Берліна, змінивши командувача маршала Удіно на маршала Нея, і нова битва відбулася в районі села Денневіц, значно далі на південь від Берліна, ніж попередня битва біля Гросберена. Сам Наполеон з основною армією вів у цей час бойові дії на сході Саксонії під Дрезденом проти Сілезької та Богемської армій російсько-пруссько-австрійських союзників.
У переслідуванні розбитих французів після битви при Денневіці взяли участь російські кавалерійські полки, але переважно з боку союзників боролися 3-й та 4-й прусські корпуси, більшість яких складалася з частин ландвера, прусського ополчення. До складу прусських корпусів входили також 3 російські важкі артбатареї та козачий полк.